# Zoran Knežević (astronom)
Zoran Knežević (srbsko Зоран Кнежевић), srbski astronom, * 23. avgust 1949, Osijek, FNRJ (sedaj Hrvaška).
Knežević je od leta 2023 trenutni predsednik Srbske akademije znanosti in umetnosti (SANU). Najbolj znan je po svojem delu na področju gibanja malih teles Osončja, njihovih lastnih elementih tirov in perturbacij kot tudi identifikacije in nastanka asteroidnih družin. Je predstojnik Astronomskega observatorija Beograd in predsednik Srbskega nacionalnega astronomskega odbora.

## Življenje in delo
Diplomiral je iz astronomije na Prirodoslovno-matematični fakulteti v Beogradu leta 1972, magistriral je leta 1976, doktoriral pa je leta 1989.
Iz njegovih znanstvenih raziskovanj malih teles je izšlo veliko njegovih del o določevanju mase in tirov asteroidov. Še posebej se ukvarja s problemom kaotičnega gibanja malih planetov, z astrografskim in fotometričnim opazovanjem teles v Osončju, z dinamičnimi procesi v Osončju in drugim. Njegov glavni znanstveni doprinos pripada območju analitičnih teorij gibanja malih teles. Velja za enega največjih poznavalcev malih teles na svetu. Na predlog italijanskih astronomov so po njem imenovali asteroid 3900 Knežević (1985 RK), ki ga je odkril Edward L. G. Bowell 14. septembra 1985. Uradno navedbo poimenovanja je objavilo Središče za male planete (MPC) 23. decembra 1988 (M.P.C. 14030).
Njegovo delo je vezano na Astronomski observatorij Beograd, v katerem je imel več pomembnih funkcij.
5. novembra 2009 je postal dopisni član SANU. Redni član je postal 5. novembra 2015.
Objavil je več kot 150 znanstvenih del in publikacij.
Podelili so mu nagrado za doprinos razvoju Astronomskega observatorija (1996, 2017) in nagrado za znanstveno delo Astronomskega observatorija (2013).
Je član več mednarodnih in srbskih astronomskih organizacij, med njimi Mednarodne astronomske zveze (IAU), Ameriškega astronomskega društva (AAS), Društva astronomov Srbije, Društva fizikov Srbije.
Govori angleško, italijansko in rusko.